# 南康街道
南康街道，是中华人民共和国吉林省辽源市龙山区下辖的一个乡镇级行政单位。

## 行政区划
南康街道下辖以下地区：
龙安社区、龙泰社区、龙康社区和龙府社区。